# Enlazado
Enlazado es un proceso que une el código de los módulos y bibliotecas que forman un programa para generar el ejecutable final.
Este proceso es realizado muchas veces directamente por el compilador y coloca las referencias externas (como a las DLL) de manera que funcionen directamente, como puede ser la situación de las funciones de manera numérica. En algunos compiladores viene un ejecutable específico link.exe para esta función.
- Datos: Q5832902